# Eleccions legislatives neerlandeses de 1952
Les eleccions legislatives neerlandeses de 1952 se celebraren el 25 de juny de 1952, per a renovar els 100 membres de la Tweede Kamer. El Partit del Treball fou el partit més votat i Willem Drees fou nomenat novament primer ministre en un govern de coalició amb el Partit Catòlic, la Unió Cristiana i el Partit Antirevolucionari.

## Resultats
| ← Eleccions legislatives neerlandeses, 1952 → |                                                       |           |      |        |  |
| Partit                                        | Partit                                                | Vots      | %    | Escons |  |
|                                               | Partit del Treball (PvdA)                             | 1.545.867 | 29,0 | 30     |  |
|                                               | Partit Popular Catòlic (KVP)                          | 1.529.508 | 28,7 | 30     |  |
|                                               | Partit Antirevolucionari (ARP)                        | 603.329   | 11,3 | 12     |  |
|                                               | Partit Popular per la Llibertat i la Democràcia (VVD) | 471.040   | 8,8  | 9      |  |
|                                               | Unió Cristiana Històrica (CHU)                        | 476.195   | 8,9  | 9      |  |
|                                               | Partit Comunista dels Països Baixos (KPN)             | 328.621   | 6,2  | 6      |  |
|                                               | Partit Nacional Catòlic (KNP)                         | 144.520   | 2,7  | 2      |  |
|                                               | Partit Polític Reformat (SGP)                         | 129.081   | 2,4  | 2      |  |
| Total                                         | Total                                                 | 5.501.726 | 95,0 | 100    |  |
|                                               |                                                       |           |      |        |  |